# Chanungarn Techamaneewat
Chanungarn Techamaneewat (* 7. September 1958 in Bangkok) ist eine thailändische Rollstuhltennisspielerin.

## Karriere
Chanungarn startet seit 1997 in der Klasse der Paraplegiker.
Sie nahm an zwei Paralympischen Spielen teil. 2004 in Athen verlor sie ihre Auftaktpartie im Einzel gegen Kaitlyn Verfuerth in zwei Sätzen, gewann dafür im Doppel die Silbermedaille. Gemeinsam mit Sakhorn Khanthasit zog sie ohne Satzverlust ins Endspiel ein, das sie gegen Esther Vergeer und Maaike Smit mit 0:6, 4:6 verloren. Ihnen gelang damit der erste paralympische Medaillengewinn für Thailand im Rollstuhltennis. 2012 in London trat sie nochmals bei den Spielen an. Erneut schied sie in der ersten Runde in zwei Sätzen aus, dieses Mal gegen Marjolein Buis. Mit Sakhorn Khanthasit verlor sie im Halbfinale des Doppelwettbewerbs gegen Marjolein Buis und Esther Vergeer mit 0:6 und 1:6, auch im anschließenden Spiel um Bronze gegen Lucy Shuker und Jordanne Whiley hatten sie das Nachsehen.
Bei den Para-Asienspielen 2010 gewann sie mit Sakhorn Khanthasit im Doppelwettbewerb die Goldmedaille. Im Einzel schied sie dagegen in der ersten Runde aus.
In der Weltrangliste erreichte sie ihre besten Platzierungen mit Rang 27 im Einzel am 11. August 2003 sowie ebenfalls mit Rang 17 im Doppel am 1. Juli 2013.